# Снежный буревестник
Сне́жный буреве́стник (лат. Pagodroma nivea) — морская птица, принадлежащая монотипическому роду снежных буревестников (Pagodroma) семейства буревестниковых отряда буревестникообразных (трубконосых), распространённая преимущественно в высокоширотной Антарктике. Впервые вид был описан в 1777 году как Procellaria nivea немецким орнитологом и ботаником английского происхождения Иоганном Рейнгольдом Форстером (нем. Johann Reinhold Forster, 1729—1798). Позднее этот вид был помещён в род Pagodroma. Видовые научное (лат. nivea) и русское названия связаны с белоснежной окраской птицы.
Сравнительно небольшой буревестник с очень характерной ярко-белой окраской оперения. Гнездится циркумполярно-антарктически на побережье Антарктиды, а также на антарктических и некоторых субантарктических островах. Считается самой южной птицей на Земле, у которой места гнездовий могут располагаться в глубине Антарктиды на удалении до 325 км от береговой линии. Относительно оседлый вид, держащийся вне периодов размножения вблизи мест гнездования или на смежных с ними акваториях Южного океана. Постоянно придерживается границы паковых льдов. Питается мелкими ракообразными, мелкой рыбой, головоногими, а также падалью.

## Характеристика вида

### Описание

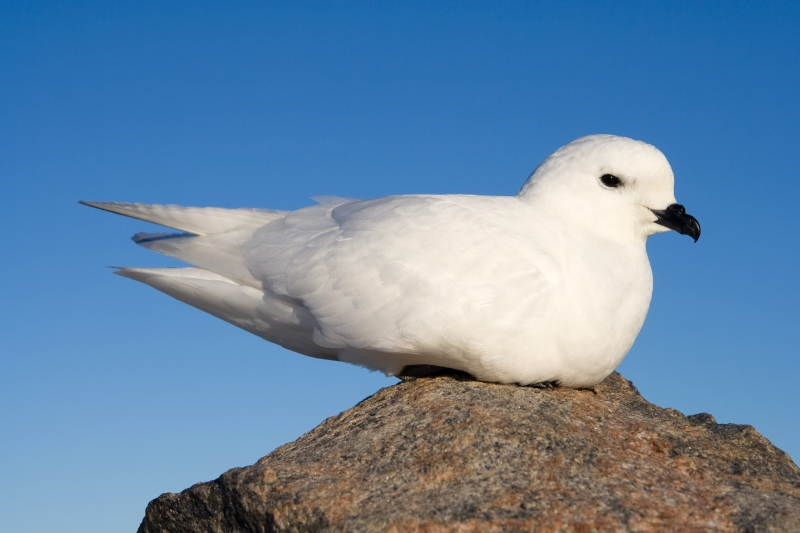
При сидении снежный буревестник опирается на цевку

Небольшого размера буревестник. Длина тела достигает 30—40 см, размах крыльев 75—95 см, вес 230—525 г. Длина крыла 240—320 мм, длина клюва 18—22 мм, длина цевки 32—36 мм, длина хвоста 98—118 мм. Окраска полностью белая с небольшим, нечётким тёмным пятном у переднего верхнего края глаза. Края век, радужина и клюв чёрные. Лапы голубовато-серые.

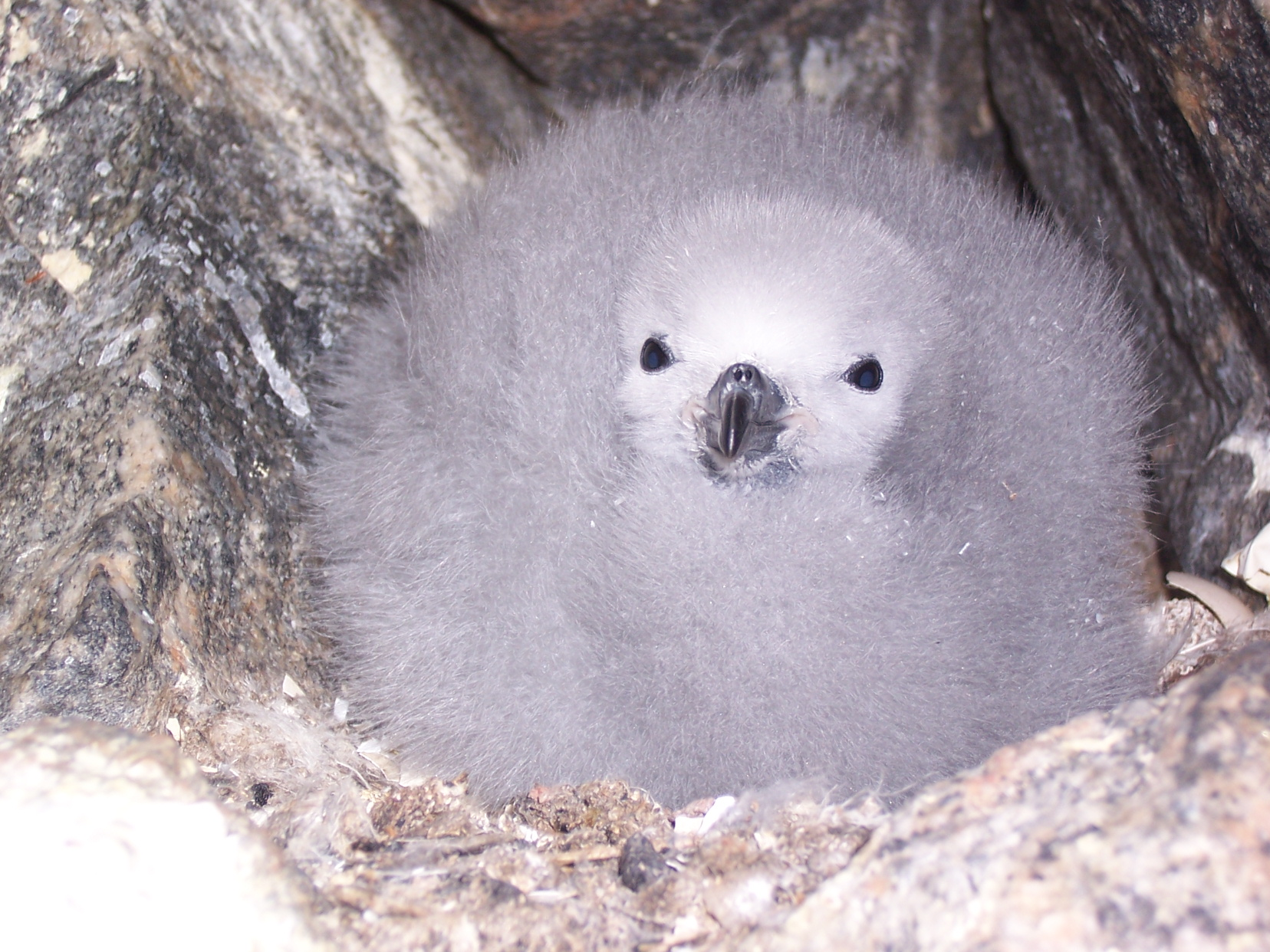
Один из пуховых нарядов птенца снежного буревестника имеет голубовато-серую окраску

Пуховой птенец имеет два пуховых наряда: пух голубовато-серый у вершины и белый у основания. Гнездовой наряд похож на окраску взрослой птицы с лёгкой примесью сероватого цвета.

### Полёт и передвижения
Полёт очень лёгкий и представляет собой чередование коротких периодов планирования и машущих движений крыльев. Очень характерны для этого вида низкое порхание над поверхностью воды и частая перемена направления и высоты полёта. Плавает очень редко и на воду садится главным образом при кормлении; не ныряет. Обычно не сопровождает идущие в море суда. Отдыхает обычно на поверхности айсбергов и плавающих льдин. При перемещении по суше или твёрдой поверхности двигается очень неуклюже. При длительном сидении опирается на цевку.

### Отличия от близких видов в природе
Может быть спутан в природных условиях только с белыми ржанками рода Chionis, от которых хорошо отличается формой тела, прежде всего узкими и длинными крыльями, манерами полёта, поведения и передвижения по твёрдой поверхности. В очень редких случаях может быть спутан с полными альбиносами других видов буревестников, близких по размерам.

## Распространение
Гнездовой ареал располагается циркумполярно-антарктически на побережье Антарктиды, включая близлежащие острова и Антарктический полуостров, а также на островах Южная Георгия, Южные Сандвичевы, Южные Оркнейские, Южные Шетландские, Буве, Баллени и Скотта. На континенте некоторые гнездовые колонии расположены в глубине материка на удалении до 325 км от побережья. Самые южные находки гнездовий снежного буревестника на континенте сделаны в декабре 1969, 1971 и 1973 годов на Земле Мэри Бэрд в районе антарктической станции США «Бэрд» (79°42' ю.ш., 117°13' з.д.). Площадь гнездового ареала вида оценивается приблизительно в 36 000 000 км². Относительно оседлый вид. Птицы вне периода размножения предпочитают держаться вблизи мест гнездования или в районе сопредельных акваторий Южного океана. Распространение вида неразрывно связано с паковыми льдами, за исключением самых северных границ ареала в районе Южной Георгии.

## Численность
Численность мировой популяции стабильна и по оценке на 2004 год составляет около 4 миллионов особей, из них только в море Росса в колониях насчитывается около 2 млн птиц.

## Образ жизни

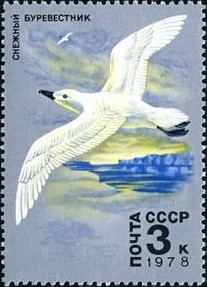
Почтовая марка СССР

### Питание

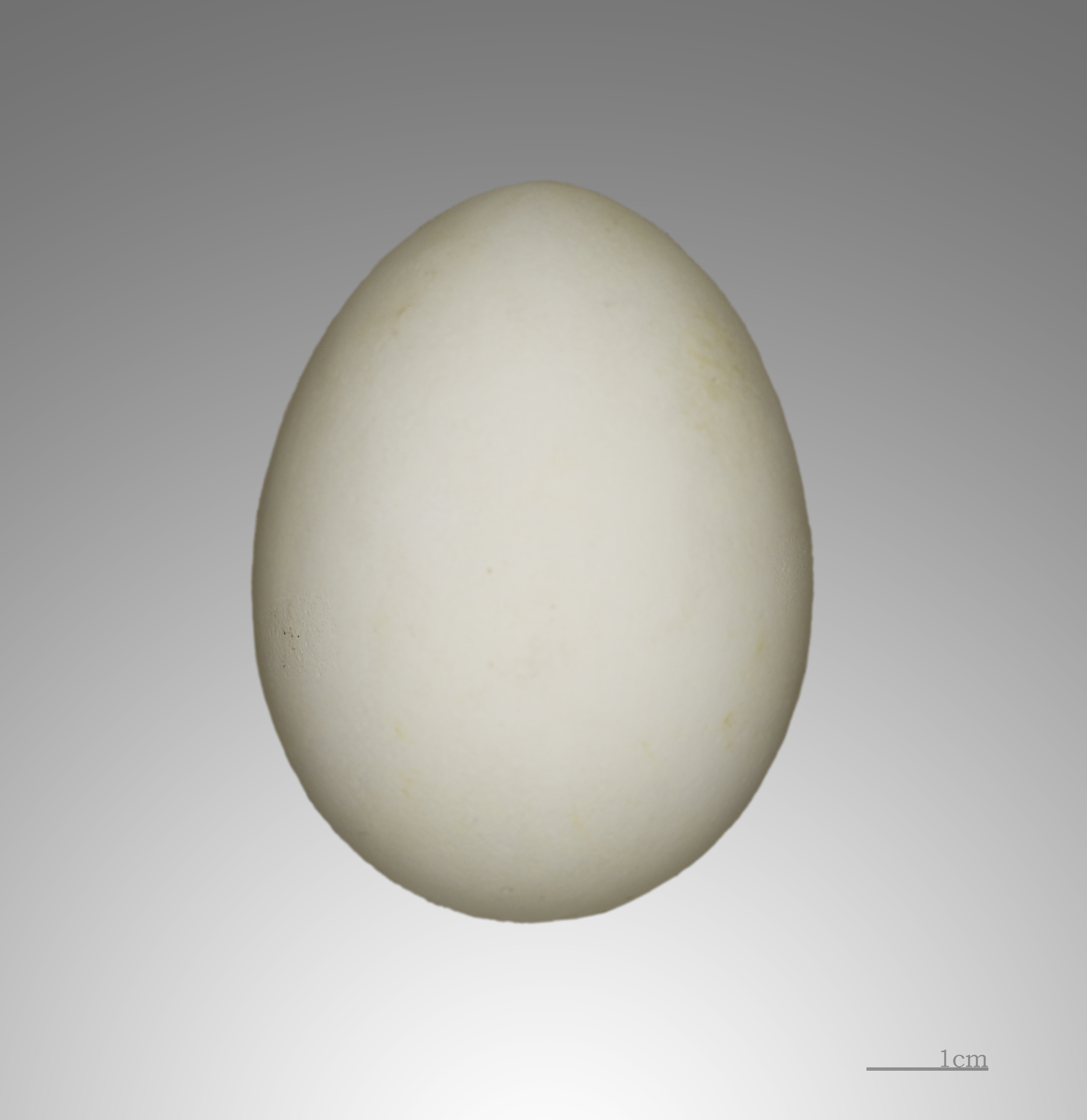
Яйцо снежного буревестника

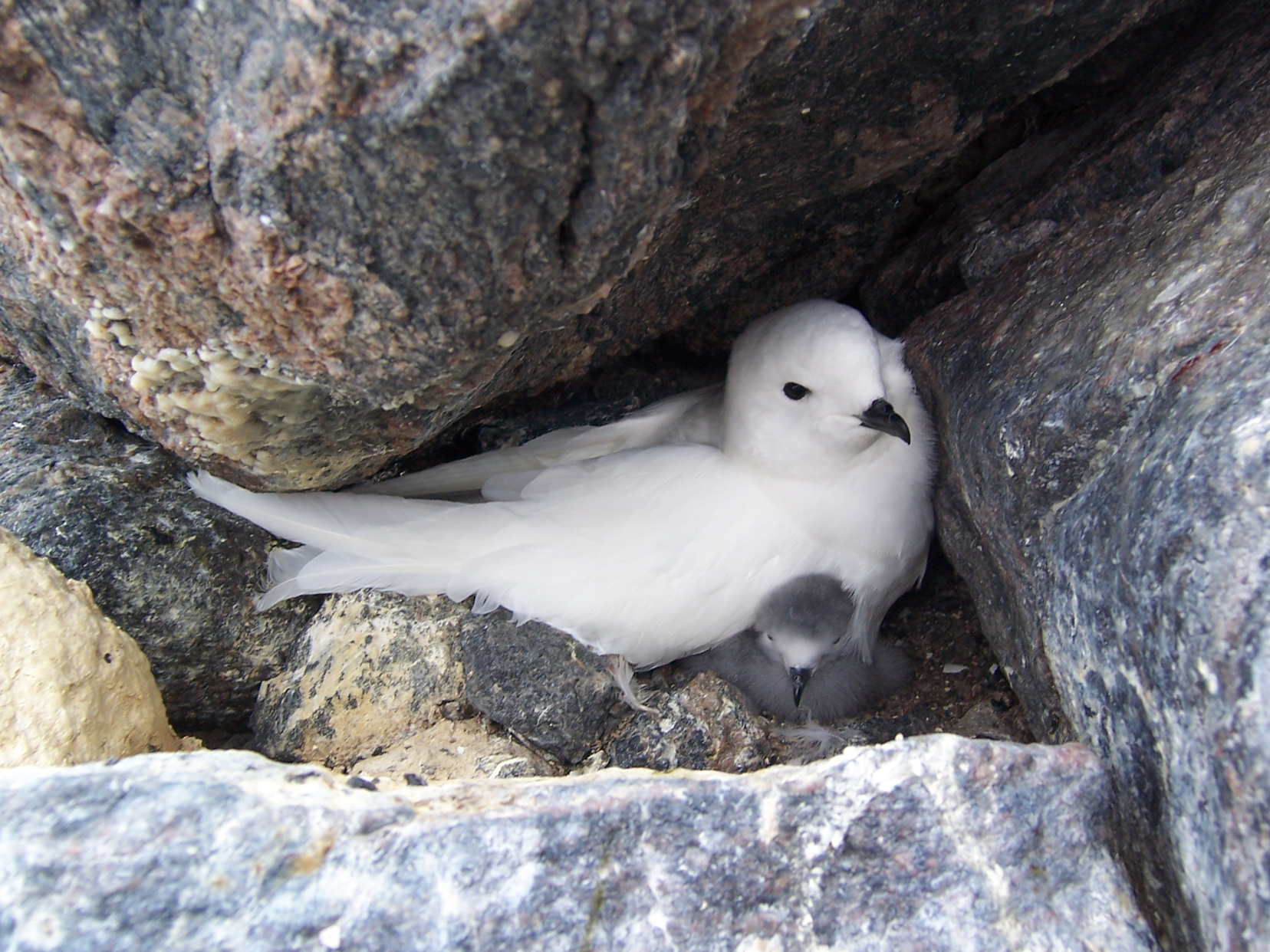
Взрослый снежный буревестник в гнезде с птенецом

Питается главным образом мелкими ракообразными, в том числе антарктическим крилем (Euphausia superba), мелкими пелагическими рыбами, кальмарами. Поедает падаль — морских млекопитающих и птиц, а также плаценту тюленей и экскременты. Кормится днём и ночью преимущественно в прибрежных акваториях моря, обычно среди паковых льдов, реже питается непосредственно на побережье. Пищу склёвывает с поверхности воды или льда, а также ловит кормовые объекты в самой приповерхностной толще воды, погружая в воду лишь переднюю часть головы. Иногда кормится рядом с китами. Во время ныряния кита, летающие рядом птицы молниеносно устремляются к образовавшейся воронке и начинают выхватывать из неё криль, поднимающийся из глубины с током воды.

### Размножение
Моногамный вид, ежегодно гнездящийся как в колониях так и отдельными парами, часто среди буревестников других видов. Места гнездования постоянно используются птицами в течение многих лет. Половой зрелости достигает в возрасте около 7 лет при общей продолжительности жизни около 18 лет. Места гнездовий расположены на каменистых склонах гор, осыпях, утёсах и скалах на высоте до 2400 м. Заселяет хорошо прогреваемые солнцем склоны северных, северо-западных и северо-восточных экспозиций. В места гнездования прилетает в зависимости от географического положения и метеорологических условий с конца первой декады сентября по третью декаду ноября. Гнёзда, представленные небольшими углублениями в грунте, располагаются в хорошо защищённых от ветра местах среди валунов или в нишах между ними, под большими плоскими камнями. В плотных гнездовых колониях гнёзда могут располагаться на расстоянии до 1,5 м друг от друга. Откладывание яиц происходит с конца ноября до середины декабря. В кладке только одно яйцо. Насиживают его поочерёдно оба партнёра со средними интервалами в 3,2—8,3 суток. Самцы в среднем насиживают дольше. Длительность инкубации составляет около 41—49 суток. На 6—8-е сутки после вылупления у птенца устанавливается собственная терморегуляция, поэтому оба родителя в этот период уже могут улетать одновременно в поисках корма, порой на 2—3 дня. Птенец становится лётным в возрасте 41—54 суток.

## Враги и неблагоприятные факторы
Естественными врагами снежного буревестника в местах гнездования являются большие поморники рода Catharacta — антарктический и южнополярный, которые в местах совместного обитания разоряют их гнёзда и нападают на птенцов. Главными причинами гибели птенцов и кладок яиц считаются неблагоприятные погодные условия во время продолжительных снегопадов, снежных заносов и затопления гнёзд талыми водами. Процент гибели в разных колониях в разные годы может колебаться в очень значительных пределах — от 15 до 77 %. Ежегодная смертность взрослых птиц составляет около 4—7 %.

## Подвидовая систематика
Взгляды на внутривидовую систематику этого вида у разных авторов расходятся. Одни авторы считают этот вид монотипическим, включающим несколько форм (в том числе гибридного происхождения), образовавшихся после четвертичных оледенений и не имеющих таксономического ранга, другие авторы в составе вида рассматривают два подвида (или даже два самостоятельных вида) — Pagodroma nivea nivea (J. R. Forster, 1777) («малый» снежный буревестник) и Pagodroma nivea confusa Mathews, 1912 («большой» снежный буревестник).